# Jeunes adultes qui baisent
Pour plus de détails, voir Fiche technique et Distribution.
Jeunes adultes qui baisent (Young People Fucking) est un film canadien réalisé par Martin Gero, sorti dès 2007 dans certains festivals puis en 2008 dans les circuits habituels de distribution.

## Synopsis
Comédie romantique retraçant la nuit d'amour de cinq couples de jeunes adultes (en fait quatre couples et un trio), chacun des couples en étant à un stade différent de sa vie amoureuse et sexuelle (première nuit à deux, couple touché par la lassitude, couple d'ex qui se reforme...).

## Fiche technique
- Titre original : Young People Fucking
- : Jeunes adultes qui baisent
- Réalisation : Martin Gero
- Scénario : Martin Gero, Aaron Abrams
- Production : Martin Gero
- Sociétés de distribution : Maple Pictures ( Canada) ; Revolver Entertainment (en) ( Royaume-Uni) et ThinkFilm (en)( États-Unis)
- Budget : 1,4 $ CDN[1] (≈ 870 000 €)
- Pays d'origine :  Canada
- Langue originale : anglais
- Durée : 90 minutes
- Dates de sortie :
  - Canada : 6 septembre 2007 (Festival de Toronto), 5 octobre 2007 (Festival de Vancouver), 13 juin 2008 (sortie nationale)
  - États-Unis : 31 mai 2008 (Festival de Seattle), 29 août 2008 (sortie limitée)
  - France : 11 octobre 2008 (Festival Hors-Écran de Lyon)

## Distribution

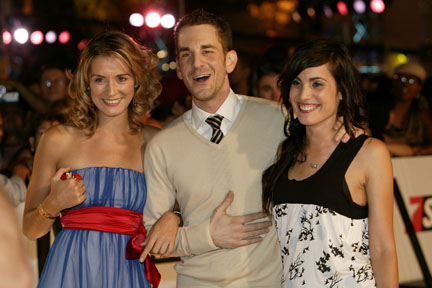
Distribution du film au Festival eTalk 2007 Schmooze, pendant le Festival international du film de Toronto.

- Aaron Abrams (acteur) (VQ : Tristan Harvey) : Matt
- Diora Baird (VQ : Aline Pinsonneault) : Jamie
- Sonja Bennett (en) (VQ : Catherine Bonneau) : Mia
- Callum Blue (VQ : Jean-François Beaupré) : Ken
- Kristin Booth (VQ : Pascale Montreuil) : Abby
- Josh Cooke (VQ : Daniel Roy) : Eric
- Josh Dean (VQ : Louis-Philippe Dandenault) : Andrew
- Ennis Esmer (VQ : Hugolin Chevrette) : Gord
- Natalie Lisinska (VQ : Geneviève Désilets) : Inez
- Peter Oldring (VQ : Alexandre Fortin) : Dave
- Carly Pope (VQ : Camille Cyr-Desmarais) : Kristen

## Polémiques
L'assistante du député conservateur ontarien Gary Goodyear a été congédiée parce qu'elle a réservé un billet pour une avant-première de ce film au nom de son patron. Les conservateurs sont avant tout choqués par le titre du film, car Fuck est un terme considéré comme extrêmement vulgaire au Canada anglophone.